# Zephyranthes
Zephyranthes és un gènere d'Amaryllidaceae que comprèn unes 70 espècies de plantes bulboses originàries d'Amèrica tropical i subtropical, si bé moltes d'elles s'han naturalizat en altres parts del món. Zephyranthes presenta belles flors solitàries disposades en l'extremitat d'un escap àfil i buit que no supera els 25-30 cm d'altura. El color de les flors -depenent de l'espècie o varietat considerada- varia des del blanc pur o amb tints verdós o rosats, passant per la groga llimona o groc azufre fins al rosat. La forma i el color del follatge també varien segons l'espècie o varietat considerada. Així, Z. candida presenta fulles linears, verd brillants; mentre que en Z. drummondii les fulles són amples i glauques.
En la naturalesa, la floració de Zephyranthes està associada al clima plujós després de l'estació seca (d'aquí un dels noms vulgars en anglès per a aquestes espècies, "rain lily", o sigui, "lliri de pluja"). El nom Zephyranthes (Zephyrus, Déu del vent de l'oest en la mitologia grega i Anthos, flor) pot traduir-se com "flor del vent de l'oest", sent el "vent de l'oest" el qual porta la pluja que desencadena la floració d'aquestes espècies.

## Taxonomia
- Zephyranthes albiella
- Zephyranthes albolilacinus
- Zephyranthes americana
- Zephyranthes amoena
- Zephyranthes andina
- Zephyranthes atamasco
- Zephyranthes bella
- Zephyranthes bifolia
- Zephyranthes brevipes
- Zephyranthes breviscapa
- Zephyranthes briquetii
- Zephyranthes candida
- Zephyranthes capivarina
- Zephyranthes cardinalis
- Zephyranthes carinata
- Zephyranthes cearensis
- Zephyranthes chlorosolen
- Zephyranthes chrysantha
- Zephyranthes ciceroana
- Zephyranthes citrina
- Zephyranthes clintiae
- Zephyranthes concolor
- Zephyranthes crociflora
- Zephyranthes cubensis
- Zephyranthes depauperata
- Zephyranthes dichromantha
- Zephyranthes diluta
- Zephyranthes drummondii
- Zephyranthes elegans
- Zephyranthes erubescens
- Zephyranthes filifolia
- Zephyranthes flavissima
- Zephyranthes fluvialis
- Zephyranthes fosteri
- Zephyranthes fragrans
- Zephyranthes gracilis
- Zephyranthes gratissima
- Zephyranthes guatemalensis
- Zephyranthes hondurensis
- Zephyranthes howardii
- Zephyranthes insularum
- Zephyranthes jonesii
- Zephyranthes katheriniae
- Zephyranthes lagesiana
- Zephyranthes latissimifolia
- Zephyranthes leucantha
- Zephyranthes lindleyana
- Zephyranthes longistyla
- Zephyranthes longituba
- Zephyranthes macrosiphon
- Zephyranthes mesochloa
- Zephyranthes microstigma
- Zephyranthes minima
- Zephyranthes minuta
- Zephyranthes miradorensis
- Zephyranthes moctezumae
- Zephyranthes modesta
- Zephyranthes morrisclintii
- Zephyranthes nelsonii
- Zephyranthes nervosa
- Zephyranthes nymphaea
- Zephyranthes orellanae
- Zephyranthes paranaensis
- Zephyranthes parvula
- Zephyranthes plumieri
- Zephyranthes primulina
- Zephyranthes proctorii
- Zephyranthes pseudocolchicum
- Zephyranthes puertoricensis
- Zephyranthes pulchella
- Zephyranthes purpurella
- Zephyranthes refugiensis
- Zephyranthes reginae
- Zephyranthes rosalensis
- Zephyranthes rosea
- Zephyranthes sessilis
- Zephyranthes simpsonii
- Zephyranthes smallii
- Zephyranthes stellaris = Zephyranthes seubertii
- Zephyranthes subflava
- Zephyranthes susatana
- Zephyranthes traubii
- Zephyranthes treatiae
- Zephyranthes tucumanensis
- Zephyranthes uruguaianica
- Zephyranthes versicolor
- Zephyranthes wrightii
- Zephyranthes yaviensis